# بوال (طب)
البُوال (بالإنجليزية: Polyuria)‏ أو تعدد البيلات، وهي حالة تصف زيادة كمية البول المطروحة لأكثر من 2.5ليتر خلال 24 ساعة لدى البالغ.

## الأسباب
- زيادة كمية السوائلة المتناولة، خاصةً الماء.
- دوائية (المدرات البولية)
- بعض الأطعمة : الأطعمة التي تحتوي مادة الكافئين  (الشوكولاته، القهوة، الشاي)، التوابل، العصير عالي الحموضة، الكحول...الخ
- الداء السكري.
- البيلة التفهة.
- السهاف.
- الجرعات العالية من فيتامين B12.
- الجرعات العالية من فيتامين C.
- متلازمة فقد الملح الدماغية المنشأ.
- التهاب المثانة الخلالي.
- التهاب الكلية الخلالي.
- فرط نشاط الغدة الدرقية.
- قصور الغدة النخامية.
- الحمل.
- متلازمة رايتر  .
- التهاب كبيبات الكلى.
- السرطان.
- نقص الألدوستيرونية.
- نقص بوتاسيوم الدم.
- فرط كالسيوم الدم.
- داء أديسون.
- قصور القلب الاحتقاني.
- متلازمة كوشينغ.
- المعالجة بالليثيوم.
- الشقيقة.
- استخدام الستيروئيدات مثل البردنيزولون.
- فرط سكر الدم.
- نقص الأكسجة.
- نقص الحجم.
- القصور الكلوي المزمن.